# San Diego State University
San Diego State University (SDSU) er et amerikansk universitet beliggende i San Diego i Californien. Universitetet, der er fra 1897, huser omkring 34.500 studerende.

## Se Også
- SDSU Aztecs